# Alysicarpus tetragonolobus
Alysicarpus tetragonolobus là một loài thực vật có hoa trong họ Đậu. Loài này được Edgew. miêu tả khoa học đầu tiên.